# Betzweiler-Wälde
Betzweiler-Wälde – dzielnica gminy Loßburg w Niemczech, w kraju związkowym Badenia-Wirtembergia, w rejencji Karlsruhe, w regionie Nordschwarzwald, w powiecie Freudenstadt. Do 31 grudnia 2006 samodzielna gmina.
leży w Schwarzwaldzie, ok. 10 km na południowy wschód od Freudenstadt.

## Osiedla
- Betzweiler
- Wälde

## Zabytki
W Betzweiler znajduje się jeden nielicznych niemieckich kościołów wybudowanych w stylu ekspresjonistycznym.

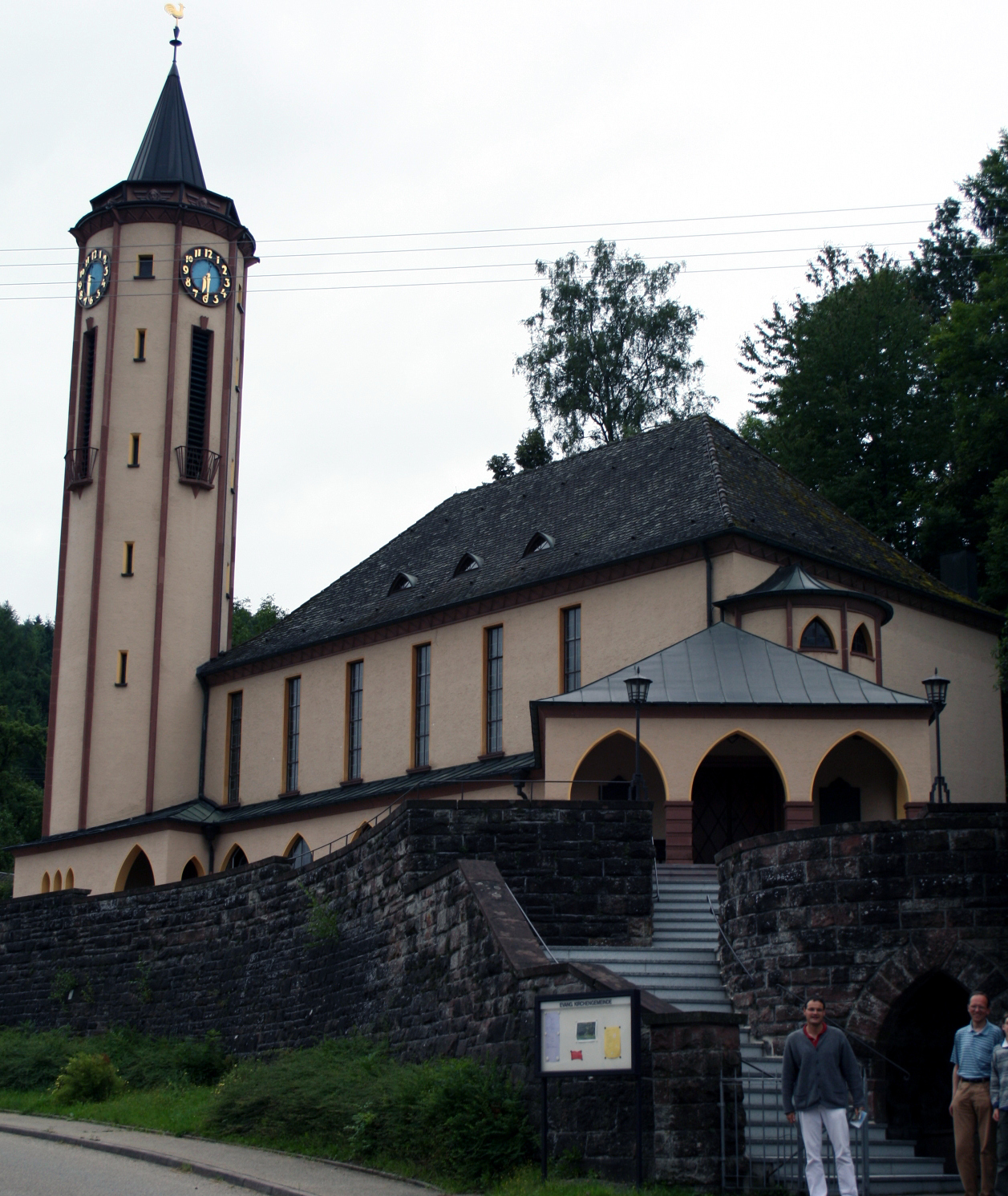
Kościół w Betzweiler